# Gulerodsjuice
Gulerodsjuice er en juice fremstillet af gulerødder.

## Betakaroten
Mængden af betakaroten svinger mellem 5,25 og 16,30 mg pr. 100 gram rå gulerødder, afhængigt af oprindelsen.[kilde mangler] Fordi det er et naturprodukt, afhænger indholdet af dyrkningssted, vejr og vind, gødningsforhold og jordbund. Betakaroten er et forstadie til A-vitamin. Det er så viseligt indrettet, at kroppen kun udnytter den mængde betakarioten, der er brug for. Hvis man får en alt for stor mængde vil overskuddet vil blot farve huden med en solbrændt kulør, inden det udskilles.
| Mad og drikke | Spire Denne artikel om mad og drikke er en spire som bør udbygges. Du er velkommen til at hjælpe Wikipedia ved at udvide den. |